# Керестеш, Ласло Лорант
Ласло Лорант Керестеш (венг. Keresztes László Lóránt; род. 22 июня 1975 года, Капошвар) — венгерский экономист и политик. Член Государственного собрания Венгрии с мая 2018 года от партии «Политика может быть другой» (ныне «LMP — Зелёная партия Венгрии») .

## Биография
Родился в римо-католической семье с тысячелетней историей в Баранье. Его отец — инженер-гидротехник, мать — социальный работник. Посещал Печский университет и окончил его в 2008 году. Имеет докторскую степень в экономической географии. Между 2010 и 2014 годами был избран депутатом города Печ. Также, венгерская Зелёная партия дважды номинировала его в мэры города Печ. С 2015 по 2018 год был членом Комитета регионов Европейского Союза. Кроме этого, был членом комитетов по экономической политике, а также природных ресурсов и агрокультуры.
В 2016 году журнал Magyar Narancs признал его одним из 8 лучших оппозиционных политиков из сельской местности. На парламентских выборах 2018 года был избран депутатом Государственного собрания по списку Зелёной партии. Керестеша также выбрали в правительство партии. Был назначен членом законодательного комитета парламента.